# رود غاردنر (لاعب كرة قدم أمريكية)
رود غاردنر (بالإنجليزية: Rod Gardner)‏ هو لاعب كرة قدم أمريكية أمريكي، ولد في 26 أكتوبر 1977 في جاكسونفيل في الولايات المتحدة.

## وصلات خارجية
- رود غاردنر على موقع مرجع كرة القدم المحترفة.كوم (الإنجليزية)
- رود غاردنر على موقع كلية كرة القدم في سبورتس رفرنس.كوم (الإنجليزية)